# Estación de Castelo da Maia
La Estación Ferroviaria de Castelo da Maia, igualmente conocida como Estación de Castelo da Maia, es una plataforma desactivada de la Línea de Guimarães, que servía a la localidad de Castêlo da Maia, en el ayuntamiento de Maia, en Portugal.

## Características y servicios
La estación se encuentra retirada del servicio.
En 1984, era utilizada por servicios regionales y tranvías, y, en 1995, por servicios Regionales, Suburbanos y Tranvías, de la compañía de los Caminhos de Ferro Portugueses.

## Historia
Fue inaugurada, como parte de la entonces denominada Línea de Senhora da Hora a Trofa, el 15 de marzo de 1932; en el momento de su apertura, esta estación, con el nombre de Barreiros, prestaba servicio completo, en los regímenes de gran y media velocidad.
La estación fue retirada del servicio, junto con el resto del tramo entre Senhora da Hora y Trofa de la Línea de Guimarães, en 2001.
Después del cierre, la Estación se tornó en la sede de la Asociación de Solidariedade Social Enigma; no obstante, la alcaldía de Maia pretende colocar, en este local, un bar de apoyo a la ciclovia, que será construida en el lecho de la antigua vía ferroviaria.